# Arttu Luttinen
Arttu Luttinen (* 3. September 1983 in Helsinki) ist ein ehemaliger finnischer Eishockeyspieler und -trainer, der im Verlauf seiner aktiven Karriere zwischen 2001 und 2019  annähernd 870 Spiele für den Helsingfors IFK, die Espoo Blues und Pelicans Lahti in der finnischen (SM-)Liiga auf der Position des linken Flügelstürmers bestritten hat.

## Karriere

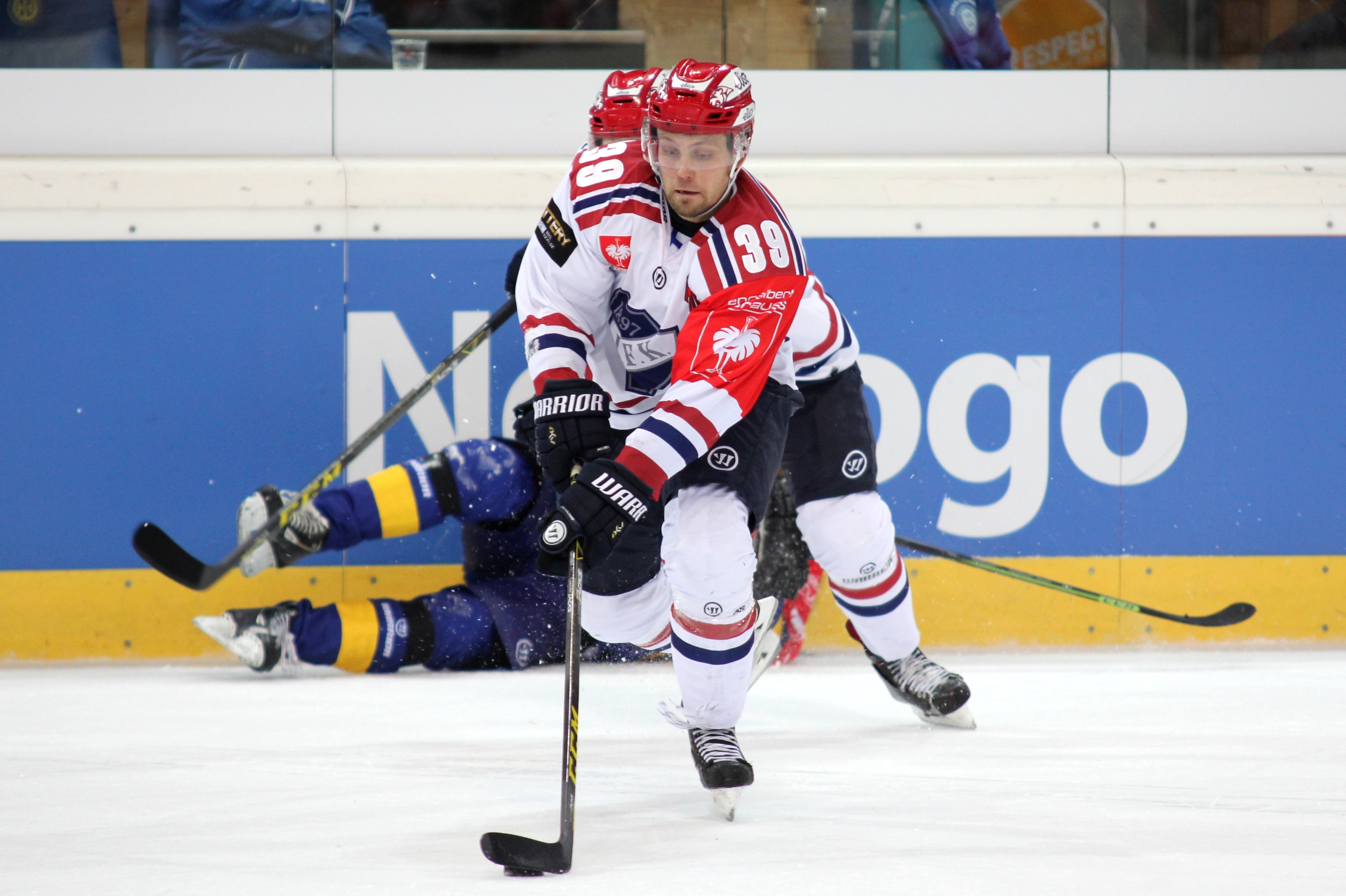
Luttinen im Trikot des Helsingfors IFK (2015)

Luttinen begann seine Karriere ab der Saison 1998/99 in den Jugendmannschaften des Helsingfors IFK und absolvierte in der Spielzeit 2002/03 erstmals 41 Partien für die erste Mannschaft in der SM-liiga. Nachdem er in der Saison 2003/04 kurzzeitig auf Leihbasis bei den Zweitligisten Järvenpään Haukat und Hyvinkään Ahmat aktiv gewesen war, gehörte der Finne ab der Saison 2004/05 zum Stammkader des HIFK und etablierte sich in den folgenden zwei Spielzeiten als offensivstarker Flügelstürmer. So absolvierte er in der Saison 2005/06 mit 18 Treffern und 26 Torvorlagen die bisher punktbeste Spielzeit seiner Profikarriere.
Zur Saison 2006/07 wurde Luttinen von den Ottawa Senators aus der National Hockey League (NHL) verpflichtet, die sich zuvor im Rahmen des NHL Entry Draft 2002 die Transferrechte am Finnen gesichert hatten. Ein Einsatz bei den Senators in der NHL blieb ihm jedoch verwehrt, da er während der gesamten Spielzeit ausschließlich beim Farmteam Binghamton Senators in der zweitklassigen American Hockey League (AHL) auf dem Eis stand. Im Sommer 2007 entschied sich der Linksschütze für eine Rückkehr nach Finnland zu seinem Heimatverein HIFK. Nach einem schwächeren Jahr in der Saison 2007/08 konnte er anschließend erneut an die früheren Leistungen anknüpfen und gehörte in den Jahren 2009 und 2010 jeweils zu den offensivstärksten Akteuren seines Teams.
Im Vorfeld der Saison 2010/11 wechselte Luttinen innerhalb der Liga zu den Espoo Blues, mit denen er am Ende der Saison die Vizemeisterschaft errang. In der folgenden Spielzeit spielte er für die Pelicans Lahti und führte die Mannschaft als Kapitän an. Mit acht Treffern war Luttinen der beste Torschütze in den Playoffs und damit maßgeblich am Einzug seiner Mannschaft ins Finale der finnischen Meisterschaft beteiligt, wo man jedoch JYP Jyväskylä unterlag. Im Sommer 2012 entschied sich der Finne abermals für eine Rückkehr zu seinem Ausbildungsverein HIFK, wo er zunächst als Assistenzkapitän der Mannschaft fungierte. Ab 2015 war er Kapitän des HIFK und führte sein Team 2016 erneut bis ins Playoff-Finale.
Nach fünf Jahren in Helsinki erhielt er dort keinen neuen Vertrag und wechselte, nach insgesamt 869 Liiga-Spielen und 397 Punkten, erstmals nach Osteuropa zum ungarischen Verein Fehérvár AV19 aus Székesfehérvár in die Erste Bank Eishockey Liga. Dort absolvierte er zwei Spielzeiten und beendete im Anschluss seine aktive Karriere, gefolgt von einem Jahr als Assistenztrainer bei den Ungarn.

## Erfolge und Auszeichnungen
- 2003 Finnischer U20-Juniorenmeister mit dem Helsingfors IFK
- 2011 Finnischer Vizemeister mit den Espoo Blues
- 2012 Finnischer Vizemeister mit den Pelicans
- 2016 Finnischer Vizemeister mit dem Helsingfors IFK

## Karrierestatistik
(Legende zur Spielerstatistik: Sp oder GP = absolvierte Spiele; T oder G = erzielte Tore; V oder A = erzielte Assists; Pkt oder Pts = erzielte Scorerpunkte; SM oder PIM = erhaltene Strafminuten; +/− = Plus/Minus-Bilanz; PP = erzielte Überzahltore; SH = erzielte Unterzahltore; GW = erzielte Siegtore; 1 Play-downs/Relegation; Kursiv: Statistik nicht vollständig)